# Exarchat de Ravenne
Pour les articles homonymes, voir Ravenne (homonymie).
585–751
Entités précédentes :
- Royaume ostrogoth

Entités suivantes :
- Catépanat d'Italie
- Royaume lombard (Longobardie) 
- Duché de Naples 
- Duché de Bénévent
- Émirat de Sicile
- États pontificaux
- République de Venise

L’exarchat de Ravenne (Esarcato di Ravenna en italien), ou exarchat d'Italie (Esarcato d'Italia), est une circonscription administrative de l'Empire byzantin créée en 569 en Italie, partiellement reconquise par les armées de l'empereur Justinien dans les années 550. 
Ravenne est  la capitale de l'Empire romain d'Occident à partir de 402, puis du royaume d'Odoacre (476-493) et du royaume ostrogoth (493-553). Reconquise par le général Narsès pour Justinien en 553, elle devient le centre de l'exarchat créé par Justin II en 569, peu après le début de l'invasion des Lombards en Italie. 
Au sein de l'Empire romain d'Orient, les territoires d'Italie ont le latin pour langue officielle et liturgique, étant de tradition latine et, religieusement, de rite latin.

## Histoire

### Ravenne du début duVesiècleà la reconquête byzantine (553)
Lors de la division de l'Empire romain effectuée dès 293 par Dioclétien (système de la tétrarchie) entre un Empire d'Occident et un Empire d'Orient, Ravenne devient en 402 la capitale effective (résidence de l'empereur, de la cour et des principaux organes de gouvernement) de l'Empire romain d'Occident, lorsque l'empereur Honorius décide de quitter Milan. Ravenne est choisie parce qu'elle est moins exposée aux menaces des barbares et plus facile à défendre en tant que ville portuaire, bénéficiant de la domination romaine sur mer, de surcroît entourée de terres marécageuses.
En septembre 476, le roi des Hérules Odoacre dépose Romulus Augustule, qui occupe depuis l'année précédente le trône de Ravenne. Mais, au lieu de créer un nouvel empereur, il renvoie les insignes impériaux à Zénon, empereur d'Orient, qui nomme Odoacre patrice, reconnaissant et autorisant ainsi ses pouvoirs en Italie. Ravenne devient donc la capitale du royaume d'Odoacre, puis celle du royaume ostrogoth après la victoire de Théodoric le Grand, envoyé par Zénon en Italie, sur Odoacre (493).
Mais au VIe siècle, Justinien (empereur de 527 à 565) décide de procéder à la reconquête de l'Occident. Après avoir soumis les Vandales en Afrique, en Sardaigne et en Corse, et reconquis la Sicile et une partie de l'Hispanie, il se lance dans la longue guerre des Goths (535-553), qui prend fin avec l'expédition de Narsès en 552-554 au terme de laquelle le royaume ostrogoth disparait. L'Italie redevient romaine. Justinien n'est cependant pas en mesure de poursuivre la guerre contre les Francs en Gaule, ni contre les Wisigoths en Hispanie.

### L'Italie sous le contrôle de Justinien et de Narsès (553-565)
Le 13 août 554, Justinien promulgue à Constantinople une pragmatica sanctio intitulée Pro petitione Vigilii (« À la demande de Vigile », alors évêque de Rome). L'Italie, quoique pas encore totalement pacifiée, repasse officiellement sous domination romaine : notamment, le droit romain est rétabli sous la forme du code de Justinien.
Resté en Italie avec des pouvoirs extraordinaires (ceux d'un gouverneur proconsulaire), Narsès réorganise l'appareil militaire, administratif et fiscal. Quatre commandements militaires sont établis : Cividale (Forum Iulii), Trente, l'île de Cumes et à proximité des Alpes cottiennes. L'Italie redevient une préfecture du prétoire et le système des provinces est rétabli.
La mort de Justinien entraîne la disgrâce de Narsès, qui se retire dans la région de Naples.

### L'invasion des Lombards (à partir de 568)
Dès 568, l'Italie est envahie par les Lombards du roi Alboïn, qui traversent les Alpes juliennes et conquièrent d'abord le Frioul, obligeant l'armée byzantine, en petit nombre par rapport aux envahisseurs, à se retirer d'abord à Grado, puis, en passant par la Via Postumia, à Trévise, Vicence et Vérone. En septembre 569, les Lombards arrivent à Milan. 
L'empereur, déjà engagé sur d'autres fronts, n'a pas la force de réagir à cette invasion. Au cours des années 570, les Lombards établissent leur capitale à Pavie et se déploient dans le centre et le sud de l'Italie où ils établissent les duchés de Spolète et de Bénévent. Les deux tiers de la péninsule tombent ainsi entre leurs mains. 
Une contre-offensive romaine a lieu en 576, menée par le général Baduaire, beau-fils de Justin II, mais elle échoue lamentablement. Baduaire est vaincu et tué au combat. Les crises persistantes dans les Balkans et en Asie mineure empêchent ensuite Constantinople de mener de nouvelles tentatives en vue d'une reconquête.

### Débuts de l'exarchat d'Italie (569-584)
En 569, l'empereur Justin II remplace la préfecture du prétoire par un exarchat d'Italie autour de Ravenne. 
Le magistrat suprême, l'exarque, nommé par l'empereur, est presque toujours un oriental, parfois un eunuque de la cour ; il détient le pouvoir civil et militaire, tout en exerçant son autorité par l'intermédiaire de tribuns et de magistri militum. Les autorités civiles ne disparaissent pas, mais elles sont en position de subordination par rapport à l'exarchat.
En même temps, l'Afrique, la Sardaigne et la Corse sont réunies dans le cadre de l'exarchat de Carthage.
En 580, Tibère II Constantin partage l'exarchat en cinq provinces ou éparchies[réf. nécessaire]:
- l'Annonaria
- la Calabre
- la Campanie
- l'Émilie
- l'Urbicaire

### La réforme de l'empereur Maurice (584)
Les frontières de l'exarchat d'Italie ne seront jamais définitives en raison de l'état de guerre incessante entre les Lombards et les Byzantins. L'exarchat de Ravenne naît véritablement avec la réforme de Maurice : le premier exarque connu, grâce à une lettre fragmentaire du pape Pélage II, est Decius. Il existe plus d'informations sur ses successeurs. Pour enrayer l'invasion lombarde, l'empereur Maurice prend de nouvelles mesures dans l'exarchat d'Italie et en 584 il réforme l'organisation en partageant le territoire en sept districts, étroitement surveillés et gouvernés par l'exarque de Ravenne :
- l'Exarchat proprement dit autour de la capitale Ravenne;
- la Pentapole maritime (554-752) (Rimini, Pesaro, Ancône, Senigallia, Fano) doublée dans les décennies suivantes d'une Pentapole annonaire (ou de montagne : Gubbio, Cagli, Urbino, Fossombrone, Jesi, Osimo) c'est-à-dire pourvoyeuse du blé de Rome sous forme d'une taxe, comme l'était toute l'Italie au nord du Rubicon durant l'Empire ;
- l'Urbicaire réduite au Patrimoine de saint Pierre de Rome ;
- la Ligurie ;
- la Vénétie ;
- l'Istrie ;
- Naples, y compris Bruzio, la Lucanie et l'Apulie.

Les trois premières forment le long de la via Flaminia un axe séparant les possessions lombardes en une Lombardie mineure, au sud, confiée aux ducs de Spolète et de Bénévent, et une Lombardie majeure, dans la plaine padane et la Toscane. Les quatre dernières forment un réseau de comptoirs maritimes alimentant la péninsule. La population locale doit soutenir les soldats professionnels et participer à la défense du territoire. C'est ainsi que se forme une défense efficace des territoires restés en possession de l'Exarchat, principalement ceux situés sur la côte, en raison notamment du soutien de la flotte byzantine.
Au cours de ces années, sur le plan religieux, une profonde crise se consume en raison du « schisme des trois chapitres ». Le désaccord est causé par la condamnation, au cours du cinquième Concile œcuménique en 551, par l'empereur Justinien Ier et par les monophysites, des écrits de trois théologiens tenus pour hérétiques pour être proches des nestoriens. Rome adopte la requête impériale, mais les archevêques de Milan et d'Aquilée refusent d'obéir et sont déclarés « schismatiques ». Milan revient, peu de temps après, sur ses positions alors qu'Aquilée reste ferme sur ses intentions et s'érige en patriarcat. Les Lombards en profitent pour soutenir politiquement le nouveau patriarche. En 587, la question s'amplifie lorsque le patriarche d'Aquilée est arrêté à Grado (siège du patriarcat d'Aquilée depuis 568) avec plusieurs évêques d'Istrie, sur ordre de l'exarque Smaragdus. Le patriarche est emprisonné à Ravenne pendant environ un an et il est contraint de renier le schisme. Une fois libéré et de retour à Grado, il reprend sa parole et fomente la contestation des évêques qui dépendent de lui. Smaragdus est rappelé à Constantinople et il est remplacé par Julien qui assume la charge peu de temps.
Après Julien, la charge est assumée par Romanus, qui reprend les opérations militaires contre les Lombards. En 590, une alliance est passée avec les Francs de Childebert II en vue d'anéantir les Lombards. Le roi franc envoie en Italie une armée, dont une partie se dirige vers Vérone, pendant que les Byzantins, commandés par l'exarque, attaquent les Lombards. Après quelques succès, alors que les Lombards sont sur le point de céder, brusquement les Francs s'en retournent chez eux. Les Byzantins ne sont donc plus en mesure de gagner la guerre et de restaurer l'unité de la péninsule, si bien que l'Exarchat ne récupère que quelques territoires. En raison de cette campagne, les conditions socio-économiques dans la péninsule se sont aussi détériorées.
Plus ou moins en même temps, le pape Grégoire Ier demande à plusieurs reprises l'aide militaire à Romanus contre les Lombards de Spolète, qui attaquent et pillent le territoire romain. L'exarque, parce qu'il a une stratégie différente, refuse régulièrement d'apporter de l'aide à Rome. Grégoire, devant l'inaction du pouvoir impérial, tente de négocier une paix avec les Lombards afin de soulager les souffrances de la population romain, et ainsi débute l'activité politique et temporelle de l'Église de Rome. Quand les Lombards prennent Pérouse, interrompant les voies de communication entre le Latium et Ravenne, l'exarque arrive par la mer afin de reconquérir la ville et plusieurs places fortes du « couloir byzantin ».
Après Romanus, Callimaque devient exarque, qui coopère davantage que son prédécesseur. Avec lui, grâce à la médiation du pape Grégoire, un traité de paix de deux ans, bien qu'« armé », est conclu en 598 avec le roi lombard Agilulf. Peu de temps après, cependant, l'exarque, profitant de l'avantage de la rébellion des ducs lombards du Frioul et de Trente, capture la fille du roi ainsi que d'autres membres de la famille. Les Lombards réagissent rapidement en conquérant Mantoue, Crémone, Padoue et Monselice. La population de cette dernière ville, qui est rasée, se réfugie dans la lagune vénitienne.

### L'Italie byzantine auVIIesiècle: Héraclius, Constant II, Constantin IV
En 603, Smaragdus revient au pouvoir à l'exarchat de Ravenne et soutient le pape dans la lutte contre le schisme. En 606, à la suite de son intervention, un nouveau patriarche, favorable à Rome, est élu à Grado : cet évènement provoque une nouvelle fracture et l'élection à Aquilée d'un autre patriarche, soutenu par les Lombards et les proches des thèses du schisme. Bien que le schisme prenne fin vers la fin du VIIe siècle, la séparation entre les deux patriarcats durera plus de mille ans.
Pendant ce temps, à Constantinople, Héraclius dépose Phocas et devient empereur romain. Il commence une série de réformes qui changent grandement la nature de l'état romain d'Orient, si bien que, en 629, le titre impérial passe de Imperator Caesar Augustus - Aυτοκράτωρ Kαîσαρ Aΰγουστος à Basiléus - Bασιλεύς (roi). À Ravenne, sous le règne de Héraclius, les exarques se succèdent : Lemigius (611-616) est renversé par Éleuthère (616-619), qui réprime l'insurrection de Jean de Compsa, mais qui sera remplacé par Isaac. Étant donné la difficile situation en Orient, où Héraclius est en guerre contre les Perses, Éleuthère essaie d'en profiter pour devenir empereur d'Occident. Il demande à l'archevêque de Ravenne de le couronner mais celui-ci lui suggère de le faire à Rome, lieu plus symbolique pour un tel événement. C'est sur le chemin qu’Éleuthère est assassiné par un soldat loyaliste.
Sous son successeur Isaac, il y a une nouvelle escalade des tensions avec l'Église romaine : Héraclius, au cours de ces années, a promulgué l'ecthèse, un édit qui permet à l'empereur d'intervenir dans les discussions christologiques défendant le caractère unique de la volonté du Christ, le monothélisme, refusant ainsi la double nature humaine et divine de celui-ci. Cette mesure rencontre de grandes résistances en Occident et Héraclius réagit de manière brutale. En 640, en exploitant le mécontentement des soldats pour les longs retards de paiement, dus au fait que le pape Séverin a bloqué le versement de la solde aux militaires chargés de défendre Rome, le chartularius Maurice incite les soldats à commettre des représailles contre le pape, qu'il accuse d'avoir volé l'argent dû, puis, après trois jours de siège, le trésor de l'Église romaine est saisi. Peu de temps après, Isaac arrive aussi de Ravenne, il fait l'inventaire du trésor saisi et l'envoie en partie à Constantinople. Pendant ce temps, l'offensive lombarde a repris, dirigée par le roi Rothari, qui occupe Oderzo, Altino et la Ligurie, et qui essaie d'attaquer Ravenne. Isaac meurt au combat en 643, près du fleuve Panaro.

L'Empire byzantin en 650.

Héraclius et ses successeurs immédiats morts, Constant II Héraclius devient empereur et il publie le Typos, qui abolit le décret d'Héraclius, mais, en même temps, il interdit les débats christologiques. L'Église romaine s'y oppose et le pape Martin Ier condamne le monothélisme et les deux décrets impériaux. Constant envoie alors deux exarques avec l'objectif d'arrêter le pape, d'abord Olympius qui dirige l'Exarchat pendant deux ans, échouant dans sa mission et mourant au combat contre les Arabes en Sicile, puis Théodore Calliopas, qui marche sur Rome et réussit à arrêter le pape et à l'emmener à Constantinople en 654. Martin, après avoir été emprisonné et avoir subi de nombreuses humiliations, est accusé de haute trahison par le Sénat et il est condamné à mort. Mais la sentence est suspendue par Constant II et la peine de mort est commuée en exil perpétuel à Chersonèse.
En 663, le même Constant débarque avec une armée à Tarente pour combattre les Lombards du Bénévent. Le roi lombard Grimoald intervient à son tour et Constant se replie sur Naples. L'affrontement entre Lombards et Byzantins se déroule à Forino, où les Lombards sont battus. Après Naples, l'empereur se rend ensuite à Rome, où il est accueilli par le nouveau pape et par les Romains. C'est la première fois depuis la chute de l'Empire d'Occident (476) qu'un empereur romain se retrouve dans l'antique capitale. Après un séjour d'une douzaine de jours, il retourne à Naples avant d'aller à Syracuse, où il établit sa résidence avec l'objectif de mieux contrôler les mouvements des Arabes.
Sous son successeur Constantin IV, l'Empire byzantin se trouve engagé dans une lutte meurtrière contre les Arabes et les Bulgares. Un traité de paix est signé en 680 avec le royaume lombard. Pendant ce temps, à Constantinople, le sixième concile œcuménique condamne le monothélisme, voulant rétablir de bons rapports avec l’Église occidentale alors que les riches provinces orientales sont données pour perdues.
Vers la fin du siècle, dans le sud, il y a une nouvelle offensive des ducs bénéventins qui les conduit à conquérir la plus grande partie du Bruzio et de l'Apulie, réduisant les territoires de l'Exarchat à peu de chose : Ravenne, Rome et une partie de la Vénétie.
Avec Justinien II, les relations avec le pontife romain se détériorent à la suite des décisions prises par le Concile in Trullo qui s'oppose au culte occidental. Après l'opposition du pape Serge Ier, l'empereur envoie le protospathaire Zacharie afin de le capturer et de le ramener à Constantinople, comme précédemment à l'encontre de Martin Ier. Apprenant la nouvelle, les armées italiennes font face et Zacharie finit par demander la protection du pape. L'exarque ne semble pas avoir pris part à cette opération, très vraisemblablement parce que la charge est alors vacante.
En 696, Justinien II est déposé.

### Création des duchés
Sous le règne (695-698) de Léonce II, l'Exarchat est réorganisé militairement, les districts sont remplacés par des gouvernements militaires, les duchés : Rome, Venise, la Calabre, la Lucanie, Naples, Pérouse, la Pentapole.

En 701, Théophylacte arrive à Ravenne, les armées italiennes se retournent contre lui et afin de défendre l'Exarchat, il se range aux côtés du pape Jean VI. Pendant ce temps, en Campanie, le duc lombard du Bénévent Romuald déclenche une offensive.
En 709, Justinien II reprend le pouvoir, il est alors connu comme le Rinotmeto, en raison de la mutilation subie au nez au moment de sa déposition. Il s'immisce dans le litige entre les églises de Ravenne et de Rome en raison de la volonté de la première d'échapper à la domination de la seconde. Il ordonne une féroce répression contre l'archevêché de Ravenne, dans le but de conserver le soutien du pape avec qui il vient de s'allier et se venger du rôle tenu par l'archevêque de Ravenne au cours des mandats de Zacharie et de Théophylacte. Afin de procéder à une expédition punitive, l'empereur ordonne à Théodore, « Stratège » de Sicile de rejoindre Ravenne avec la flotte soutenue par des bateaux vénitiens et illyriques. Après avoir abordé, celui-ci invite de nombreux aristocrates à un banquet au nom de l'amitié, mais ils sont arrêtés et conduits à Constantinople où ils sont tous tués à l'exception de l'archevêque. Peu de temps après, à Ravenne, entre 710 et 711, la population s'insurge et l'exarque Jean Rhizocope est assassiné. Malgré la gravité de l'incident, il n'y a pas de répression, Justinien ayant été de nouveau déposé et ses successeurs se montrant plus conciliants.
Le nouvel exarque, Eutychius, affronte avec succès la révolte dirigée par un certain Georges qui éclate à Forlì, Forlimpopoli, Cervia et ailleurs.
Ces continuels épisodes de révolte démontrent comment à partir de la deuxième moitié du VIIe siècle, les tendances autonomistes des aristocraties locales et le rôle politique de l'Église de Rome ont conduit à un affaiblissement progressif de l'autorité impériale en Italie.

### La révolte anti-iconoclaste (726-730)

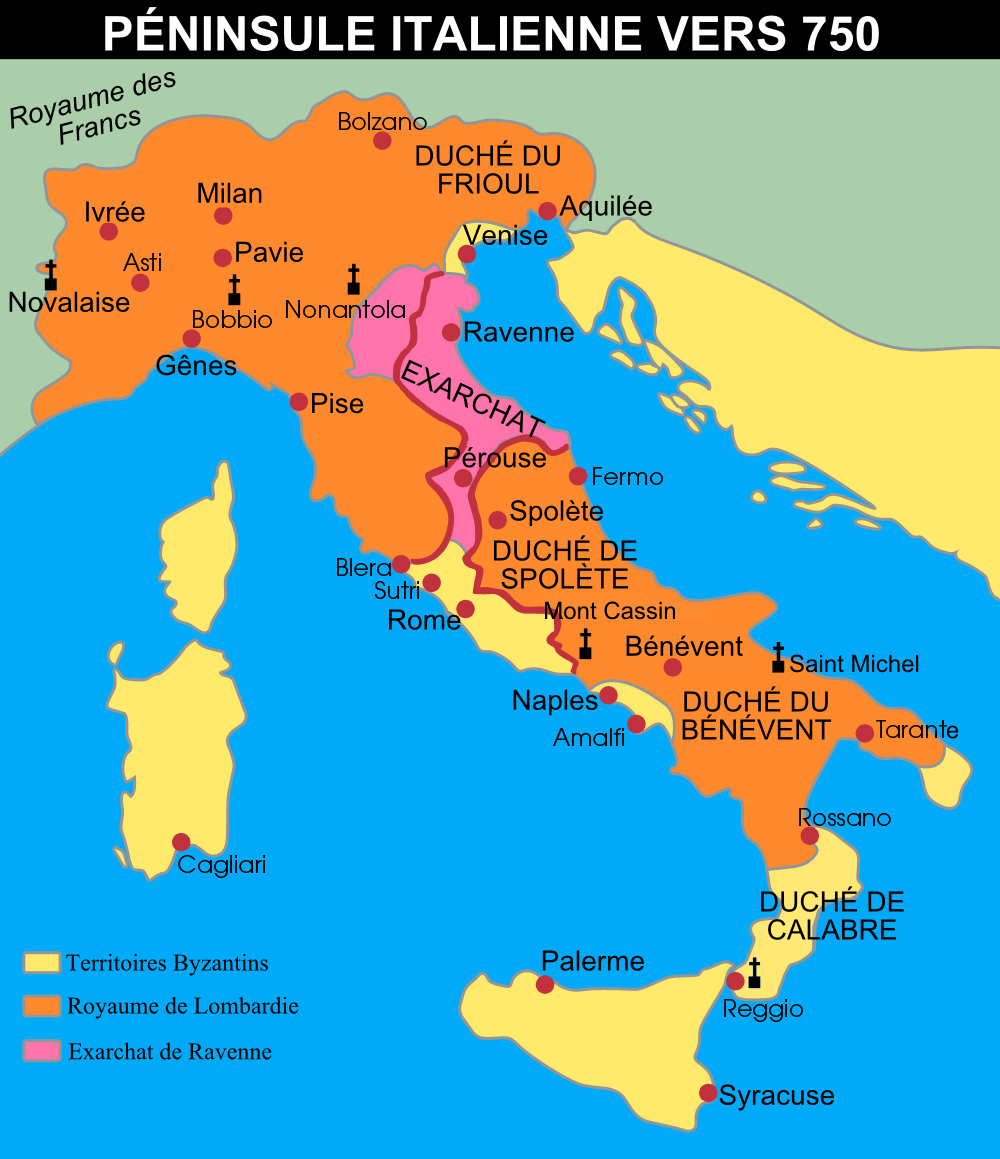
Carte de l'Italie byzantine et lombarde (l'exarchat de Ravenne est en rose).

En 726, l'empereur Léon III interdit le culte des images sacrées, mais cette mesure rencontre une rude opposition en Italie qui se trouve déjà dans la tourmente en raison de l'augmentation des impôts. Les armées de Venise, de la Pentapole et de l'Exarchat se rebellent et élisent de nouveaux dirigeants. Elles sont également sur le point de nommer un anti-empereur, mais le pape Grégoire II, se mettant à la tête des insurgés, réussit en partie à les freiner, car il compte encore sur l'Empire d'Orient pour se défendre des Lombards. Il ne réussit pas à empêcher l'exécution, par les émeutiers, de l'exarque Paul. Une flotte est envoyée de Sicile pour venger Paul, mais elle est détruite par les milices de Ravenne.
En 728, Eutychius devient pour la deuxième fois exarque. En 730, l'iconoclastie est devenue une doctrine religieuse et les adorateurs des images commencent à être persécutés. Le nouveau pape, Grégoire III, condamne la doctrine, ce qui a pour conséquence la confiscation par l'empereur Léon III de nombreuses propriétés de l'Église en Calabre et en Sicile.

### Conquête de Ravenne par les Lombards (734-751)
Pendant ce temps, profitant des conflits religieux entre l'Empire et l'Église de Rome, la pression des Lombards sur les territoires de l'Exarchat augmente. En 734, Ravenne est conquise pour la première fois par Hildeprand, neveu de Liutprand et Peredeo, duc de Vicence. Eutchius reparait dans la lagune de Venise et, aidé par la flotte du Duc Orso, réussit à reprendre Ravenne : Hildeprand est capturé et Peredeo tué. En 743, Hildeprand prend possession de Cesena et Eutchius, se sentant directement menacé, demande l'aide du pape Zacharie. 
En 751, Ravenne est définitivement conquise par le roi lombard Aistolf.

### L'Italie byzantine après la chute de Ravenne
Après la chute de Ravenne, les territoires byzantins d'Italie s'effritent. Dans les Pouilles, en Calabre et en Lucanie seulement, la domination impériale reste en place encore pendant trois siècles. Les autres territoires, comme Venise, Naples et Gaète, chutent les uns après les autres, alors que la Sicile est conquise par les Arabes. La papauté, étant donné les difficultés de l'Empire d'Orient et afin de contrôler les Lombards, trouve un nouvel allié : le royaume franc.
En 876, les Byzantins, battus définitivement par les Sarrasins, établissent leur domination sur Bari, dernier siège de l'Exarchat de Ravenne. Constitué comme thème de Lombardie, ce territoire est gouverné par un fonctionnaire qui a d'abord le titre de strategos ou patrizio. À partir de 970-976, le strategos est placé sous l'autorité d'un Catapano (ou Catepano qui se traduit par « surintendant », du mot grec katapános et dont dérive le mot « capitaine »). L'ensemble des territoires contrôlés par ce fonctionnaire, Bari, Calabre et Lucanie, est connu comme le catépanat d'Italie.

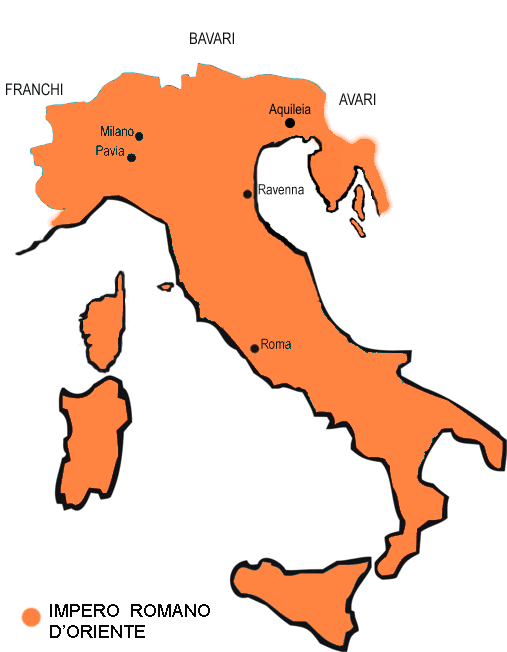
L'Italie justinienne, érigée en 567 en Exarchat.
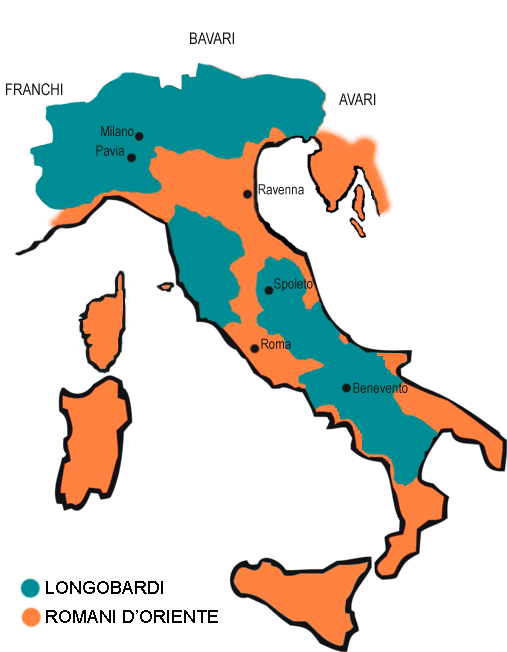
L'Exarchat après l'invasion des Lombards en 568.
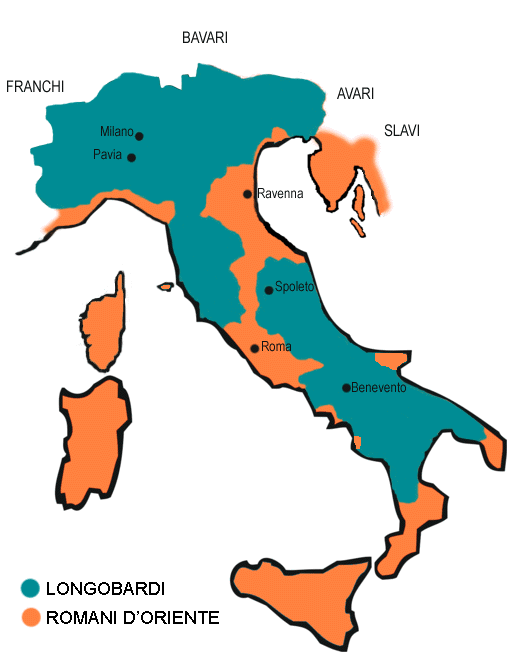
Les territoires byzantins au début du VIIe siècle, après la conquête par le souverain lombard Agilulf.
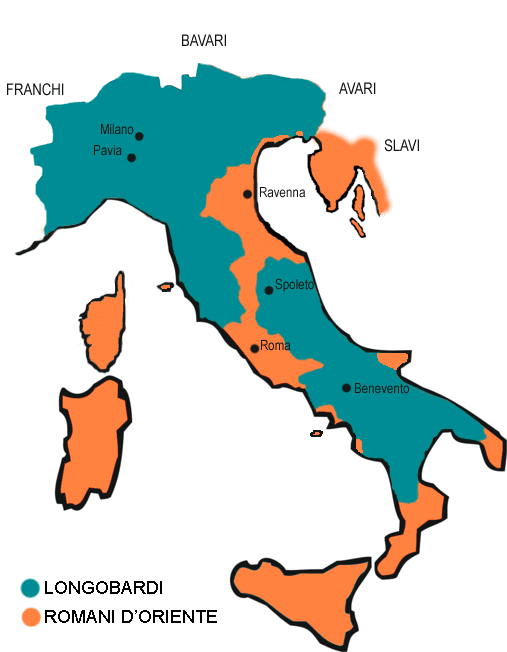
L'Exarchat au milieu du VIIe siècle, après la conquête des Lombards Rothari.
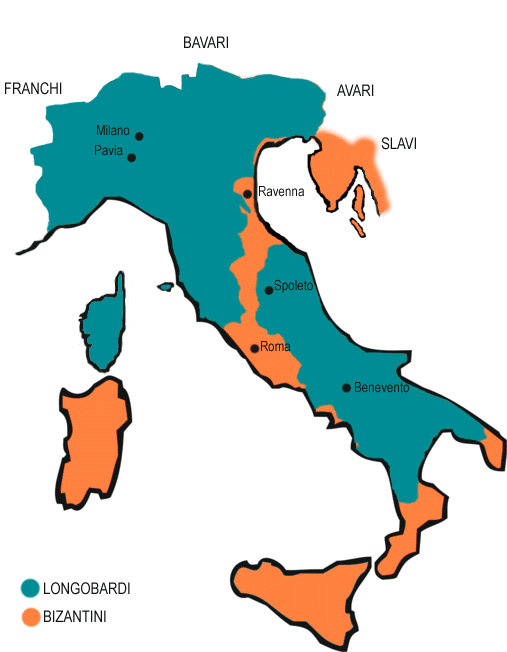
Les possessions italique à l'aube du VIIIe siècle.

## Liste des exarques de Ravenne
- Longin 569-572, premier exarque de Ravenne (?)
- Smaragde 584-589 (1)
- Julien 589
- Romain 589-596.
- Callinique 596-603
- Smaragde 603-608 (2)
- Jean Ier Lemigius 608-616, assassiné par des membres de son entourage
- Éleuthère 616-619, usurpateur et assassiné par ses soldats sur la route de Rome
- Grégoire Ier 619-625
- Isaac 625-643, tué au combat par les Lombards du roi Rothari
- Théodore Ier Calliopas 643-645 (1)
- Platon 645-649
- Olympios 649-653, usurpateur mais mort de la peste
- Théodore Ier Calliopas 653-666 (2)
- Grégoire II 666-?
- Théodore II ?-687
- Jean II Platyn 687-?
- Théophylacte 701-705
- Jean III Rhizocope 705-710, tué par les habitants de Ravenne
- Eutychios 710-713 (1)
- Scholastique 713-?
- Paul 723-726
- Eutychios 727-751 (2), chassé lors de la prise de Ravenne par le roi des Lombards Aistolf.